# ハロウィック
ハロウィック（Hallowicked、1981年9月11日 - ） は男性プロレスラー。Chikaraを主戦場にしつつ、その他のインディー団体にも進出している。

## 来歴

### Chikara
チカラ・レッスル・ファクトリーの創設者であるマイク・クランケンブッシュとレックレス・ユースのもと、後のウルトラ・マンティス・ブラックとイカルスと共にトレーニングを開始。

#### ナイト・シフト（2002-2003）
チカラの規模拡大に伴う2002年5月の初興行で怪奇派レスラーのブラインド・レイジとイカボッド・スレインとのルードユニットのナイト・シフト（Night Shift）の一員としてデビュー。デビュー戦のスレインとのタッグマッチでは負けてしまうが、31日に行われた2回目の興行でドン・モントーヤ、クアンケンブッシュ、レックレス・ユースの6人タッグマッチで初勝利を挙げている。
11月に2デイズ・トーナメント形式行われるヤングライオンズカップに参加。初戦でDJスキットレズ、準決勝でグラン・アクマ、決勝戦でミスター・ゼロを破り初代ヤングライオンズカップ王者に輝いている。トーナメント後にスレインが突如ベビーターンすることでユニットを脱退すると同時にレイジとスレインが抗争を開始してしまう。12月にブライアンの髪とスレインのマスクを賭けたコントラ・マッチでブライアンを援護し、勝利に導いている。2003年4月にマスクを失った元パートナーのイカルスとヤングライオンズカップを賭け試合をして防衛に成功している。
2003年7月に第1回タッグ・ワールド・グランド・プリックス（Tag World Gran Prix）にレイジと共に参加。初戦でチームIWA-MS（ブラッド・ブラッドリー、ジミー・ジェイコブス）を、2回戦でチームF.I.S.T.（イカルス、グラン・アクマ）を破り、決勝でウルトラ/ゼロ（ミスター・ゼロ、ウルトラマンティス）を破り優勝をしている。優勝そのままの勢いでノース・アメリカ・レスリング・フェデレーション（North American Wrestling Federation）のNAWFタッグチーム王座を戴冠している。

#### ダーク・ブリード（2004-2005）
10月にレイジが退団をしたことによりタッグを解消することになり、ハロウィックは新しいパートナーを探すようになった。2004年に入るとミスター・ゼロを裏切り、ウルトラマンティスから改名したウルトラ・マンティス・ブラック（UltraMantis Black）とダーク・ブリード（Dark Breed）を結成。2004年7月に第2回ヤングライオンズカップを開催に伴い、4回防衛して602日間保持したヤング・ライオン・カップを放棄している。10月にダーク・ブリードはラリー・スウィーニー率いるSweet 'n' Sour Internationaに加入、トルネオ・シベルネティコに参加するが試合に勝てないとわかるとすぐに脱退している。ウルトラマンティスが怪我で欠場すると、戻ってきたブラインド・レイジとタッグを再結成して2005年のタッグ・ワールド・グランド・プリックスに出場。初戦を勝ち抜くがSuperFriends（クアンケンブッシュ、クリス・ヒーロー）に負け敗退している。以降はジグソーとの抗争を開始、11月に3本勝負に負け抗争を終了している。

#### インコヒアレンス（2006-2010）

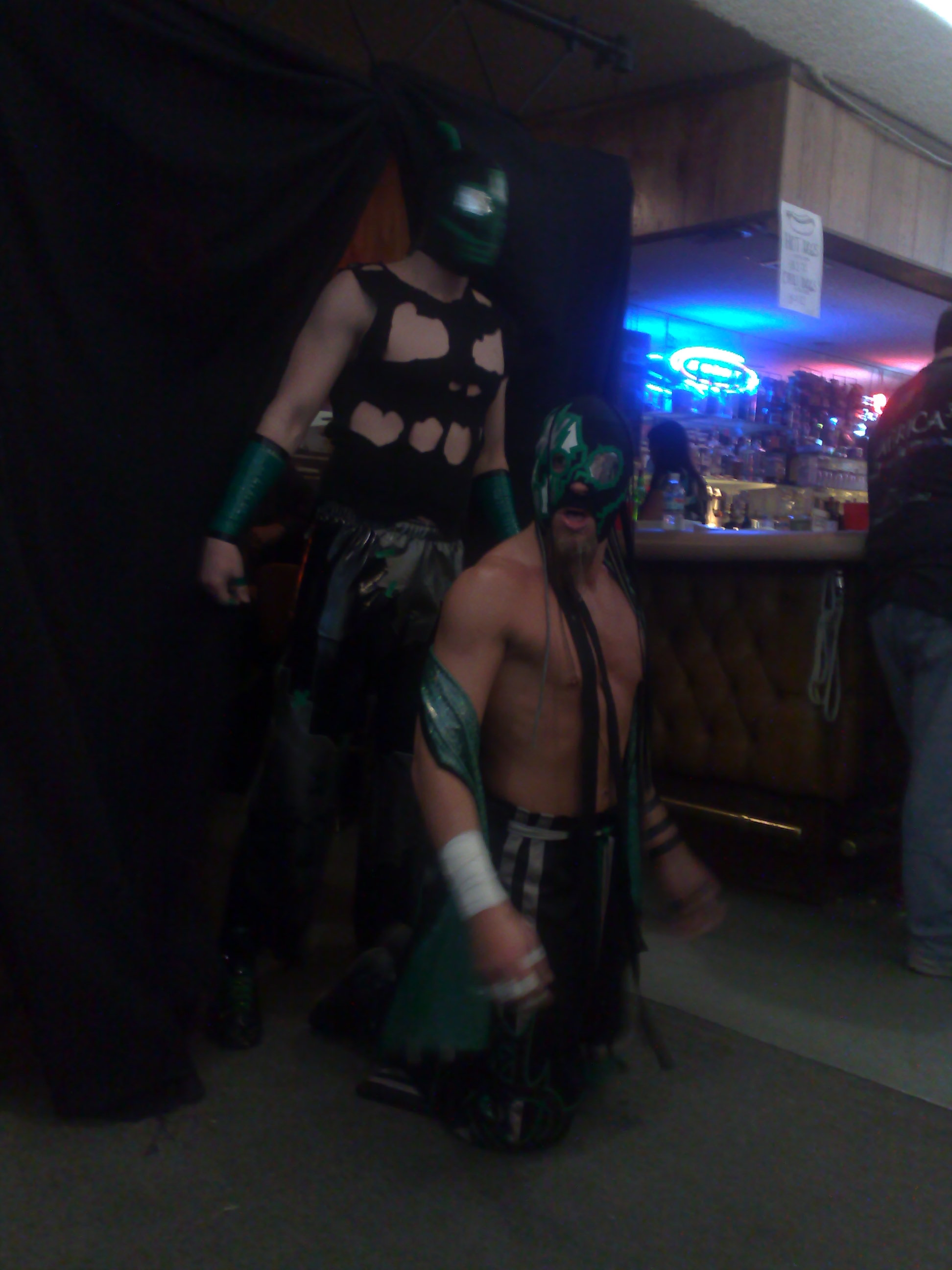
入場するインコヒアレンス

2006年に入りタッグ・ワールド・グランド・プリックスに出場が決定するも別の怪我でウルトラマンティスが欠場してしまう。初戦でクロスボーンズとロールシャッハとの試合前に抽選でパートナーを選んだ結果デリリアスに決定、インコヒアレンス（Incoherence）を結成。ヒールでありながらベビーと組むタッグであったが、2回戦でチーチ・アンド・クラウディ、3回戦でKUDOとMIKAMIのチームDDTを破るが準決勝でキング・オブ・レスリングに敗れている。この時期からベビー色が強くなり、復帰したヒール色の強いウルトラマンティス・ブラックと反発をしあうようになってしまう。
6月のヤングライオンズカップ開催中にウルトラマンティスがハロウィックを攻撃、ダーク・ブリードの死亡宣言と共に弟子のハイドラとの新たなユニットであるオーダー・オブ・ネオソーラー・テンプル(The Order of the Neo–Solar Temple)の結成と抗争を宣言。オーダー・オブ・ネオソーラー・テンプルには元パートナーのレイジや、クロスボーンズが加入し勢力を増している。9月にウルトラマンティスとのシングルでピンフォール負けをするが、11月の8人タッグではチーチ・アンド・クラウディと組んでオーダー・オブ・ネオソーラー・テンプルから勝利を収め、抗争を終了している。
2007年になるとエディ・キングストンと抗争を開始。10月にはイカルスとチャック・テイラー（本来はグラン・アクマのはずだったが、負傷したため変更）のチーム F.I.S.T.からChikaraのタッグ王座であるカンペオナトス・デ・パレージャスを奪取している。しかし、その後は低調子になり、11月のキングストンとの抗争決着戦では負けてしまっている。2008年からタッグ王座獲得に伴ってタッグ戦線に乗り込み、王座をほぼ1年間保持をしていた。9月にスーパー・スマッシュ・ブラザーズ（プレイヤー・ウノ、プレイヤー・ドス）にタイトルを奪われてしまっているが、歴代最高の防衛回数を記録した。11月に弟子のフライトメアがデビューしたことでインコヒアレンスに加入させ、King of Trios tournamentに参加するが初戦でマスターズ・オブ・サウザント・ホールズ（クアンケンブッシュ、ホルヘ"スカイデ"リベラ、ジョニー・セイント）に負けてしまっている。4月にウルトラマンティスとクロスボーンズがデリリアスを拉致、そのまま洗脳してしまいオーダー・オブ・ネオソーラー・テンプルに強制的に加入されてしまった。11月にフライトメアと組み、デリリアスとウルトラマンティスと対戦している。デリリアスは脱退してしまったが、弟子のフライトメアとのタッグでインコヒアレンスとして活動を継続している。

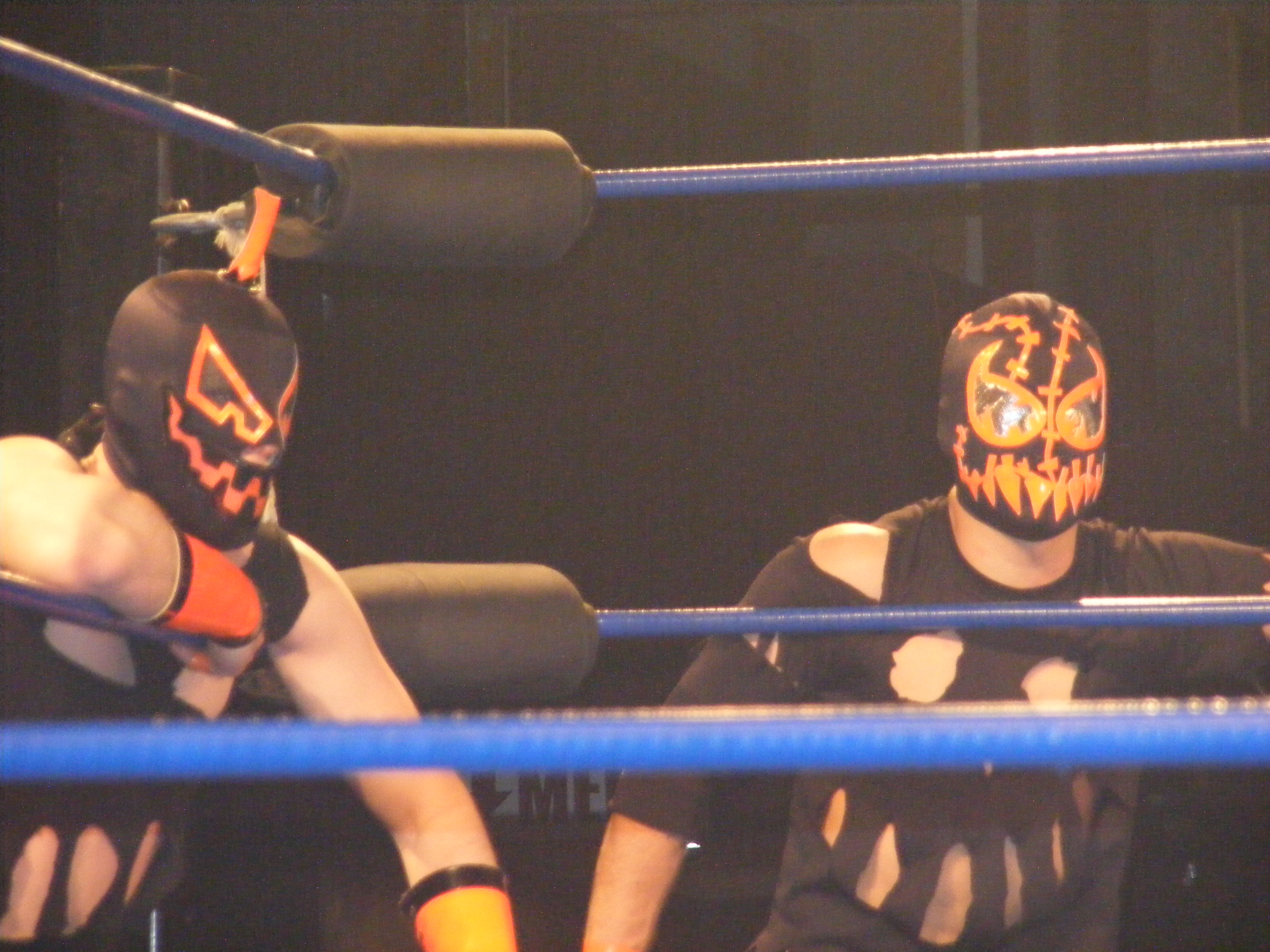
ハロウィックとフライトメア

2010年に入ると1月にブリューダーズシャフト・デス・クロイツ（Bruderschaft des Kreuzes）、通称BDKのメンバー、サラ・デル・レイとデイジー・ヘイズとの試合をきっかけに抗争を開始している。4月のKing of Triosの初日ではクアンケンブッシュとの3人でフライトニングとして出場するもチーム・ビッグ・ジャパン（関本大介、岡林裕二、星野勘九郎）に初戦で敗れている。2日目にクリストファー・ダニエルズと対戦するも敗北。3日目にチームでガントレット・マッチに出場、チームF.I.S.T.やオーダー・オブ・ネオソーラー・テンプル、BDKと対戦している。トーナメント終了後に5月の8周年記念興行でBDKのアーレスとクラウディオ・カスタニョーリが持つカンペオナトス・デ・パレージャスの挑戦が発表された。8周年興行では、試合前にBDKの新メンバーであるデリリアスと不可解な審判をするレフェリーのデレク・サバトの2人に暴行されその影響で敗れている。10月にBDKとチカラの主力選手の全面対決にチカラ側で参加、トゥルサスに排除されてしまったがチームは勝利している。

#### スペクトラル・エンボイ（2010-現在）
12月にウルトラマンティスとシングルマッチを行い勝利。試合後シン・ボーディの指示で襲撃に来たコダマ、オバリヨンの2人に暴行されているマンティスを見捨てるが、弟子のフライトメアに説得され救出している。2011年4月のKing of Triosに出場する際に3人でスペクトラル・エンボイ（Spectral Envoy）を結成、初戦でチーム・ドラゴンゲート（戸澤アキラ、KAGETORA、スペル・シーサー）に負けている。9月にウルトラマンティスのオーダー・オブ・ネオソーラー・テンプル時代のパートナーであるクロスボーンズと組み、ダーク・アーミー（シン・ボーディ、コダマ、オバリヨン、コバルド）と対戦。ウルトラマンティスがボーディからピンフォールを奪い勝利している。以降はBDKのメンバーであるティム・ドンストと抗争を開始、12月12日にトルネオ・シベルネティコ形式でティムを含むBDKの8人と対戦して勝利している。翌日に初のインターネット配信されるPPVのHigh Noonで敗者が1つ賭けたものを失うDQマッチで、ハロウィックとウルトラマンティスはマスクを賭け、アーレスはアイ・オブ・ティール、ティム・ドンストは髪の毛を賭け対戦。ドンストがカットにいかずアーレスが敗北し、ウルトラマンティスの元にアイ・オブ・ティールに戻っている。その後、マンティスとのタッグでカンペオナトス・デ・パレージャスへの挑戦が決定。2012年2月にF.I.S.T.のチャック・テイラーとイカルスの持つベルトに挑戦をするが、デリリアスの妨害により王座獲得に失敗している。その後もドンストとの抗争を続け、6月のChikarasaurus Rex: How to Hatch a Dinosaurでマスカラ・コントラ・カベジェラを実施。一旦は負けてしまうがドンストの不正が見つかり、再試合で勝利してマスクを守り、ドンストの髪を剃っている。

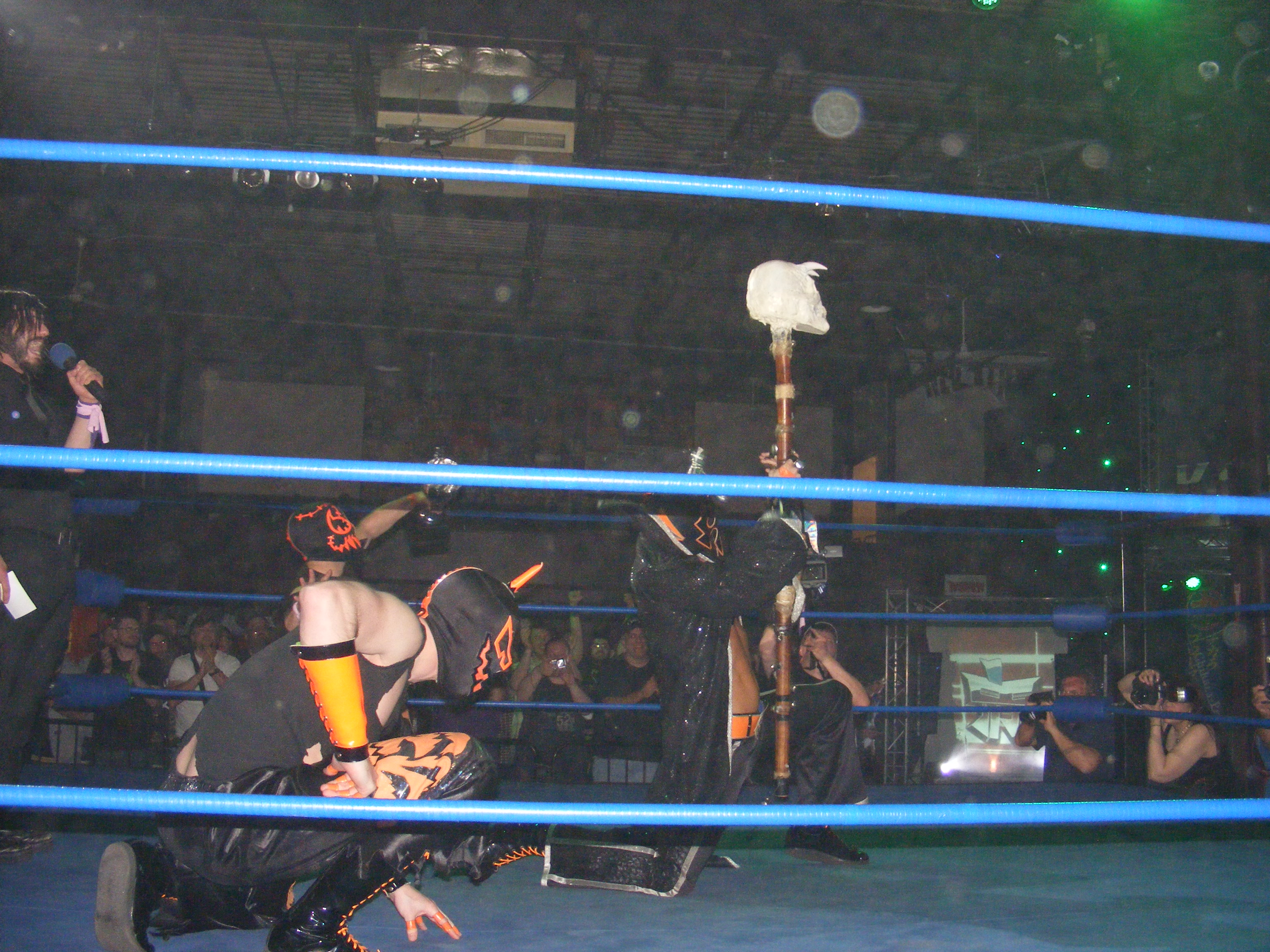
2011年4月

2012年9月にハロウィック、フライトメア、ウルトラマンティ・ブラックの3人でKing of Triosに出場。初戦で（ミハラ、ミステリアス・アンド・ハンサムストレンジャー、ティト・サンタナ）、2回戦でライバルのザ・バチリを破るが、試合後にバチリとオフィディアンに襲撃されている。準決勝でF.I.S.T.（イカルス、チャック・テイラー、ジョニー・ガルガノ）を破り、最終日にチームROH（マイク・ベネット、マット・ジャクソン 、ニック・ジャクソン）と対戦。試合中にバチリ、デリリアス、オフィディアンに妨害されるがなんとか試合に勝ち初優勝。10月に再びカンペオナトス・デ・パレージャスへの挑戦権を獲得。11月に王者のヤング・バックスに挑戦するがバチリ、オフィディアンの妨害され奪取に失敗。12月のUnder the Hoodでスペクトラル・エンボイにクロスボーンズ、戻ってきたブレインド・レイジを加え、バチリ、デリリアス、オフィディアンと対戦し勝利している。
2013年4月にエディ・キングストンの持つグランドチャンピオンシップに初めて挑戦するも失敗している。6月に団体が資金難になり活動を停止すると他団体へと参戦をしている。
2014年5月ほぼ1年ぶりに本格参戦し、スペクトラル・エンボイを再結成するとともには新たなBDKと対戦している。9月にスペクトラル・エンボイでKing of Triosに出場するがエディ・キングストン率いるチカラの新たなルードユニット、The Floodに敗れている。

### その他インディー団体

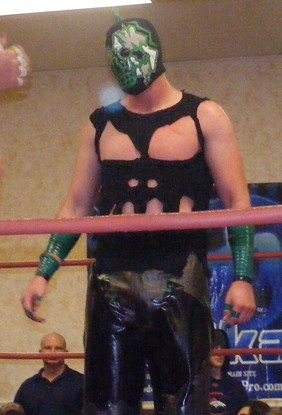
2008年11月

2006年12月にフロリダに拠点を置くフル・インパクト・プロ（Full Impact Pro）に参戦、グラン・アクマとくみDPアソシエイツ（デリリアス、SHINGO）と対戦し勝利している。翌日、FIP世界ヘビー級王座に挑戦できるフロリダ・ランブルに優勝。すぐに挑戦権を獲得し、同日に権利を行使するが王者のロデリック・ストロングに敗れタイトル獲得はできなかった。2007年2月に参戦、SHINGOやセス・ディレイと対戦している。
2007年4月にハロウィック、マイク・クアンケンブッシュ、ジグソー、グラン・アクマでFIPの姉妹団体であるROHに参戦。ハロウィックとグラン・アクマ、マイク・クアンケンブッシュとジグソーでタッグを組みブリスコ・ブラザーズの持つROH世界タッグ王座に挑戦するが獲得には至らなかった。6月にFIPに戻り、ジグソーやジミー・レイブとシングルをするも負けている。翌月にROHに戻りマット・サイダルと対戦をするが負けている。9月にFIPに戻りスコット・コメディティとのタッグでアイリッシュ・エアボーンと対戦、翌日にはデリリアスとジクソーとのタッグでYAMATO、BxBハルク、ジャック・エヴァンスと対戦したのを最後に参戦をやめている。ROHも翌年の10月に出場して以降、一時的に参戦をやめている。
2009年7月にDRAGON GATE USAに初参戦。団体初のPPVでチームF.I.S.T.とアマシスと組み、クアンケンブッシュ、ジグゾー、コロニーと対戦している。9月のUntouchableではダーク・マッチに出場、11月のFreedom Fightではオープン・ザ・フリーダムゲート王座に挑戦できるトーナメントにも出場している。
2010年にはEVOLVE Wrestlingにも参戦。フライトメア、クアンケンブッシュとのタッグでアクマズ・アーミー（グラン・アクマ、イカルス、ブロディ・リー）と対戦している。EVOLVEに参戦した翌週にROHにクアンケンブッシュとウルトラマンティス・ブラックといった選手がブリスコ・ブラザーズの持つROH世界タッグ王座に挑戦するためにジグゾーと共にサポートとして久しぶりに参戦。その3日後にDRAGON GATE USAのFearlessに参戦、ダークマッチでサイラス・ヤングの持つAAW世界ヘビー級王座に挑戦している。4月にROHにジグソーと共に参戦し、ブリスコ・ブラザーズの持つタイトルに挑戦するも失敗。5月にEVOLVEへ移り4wayマッチやタッグマッチに出場している。7月にDRAGON GATE USAのPPVに登場している。

## 得意技

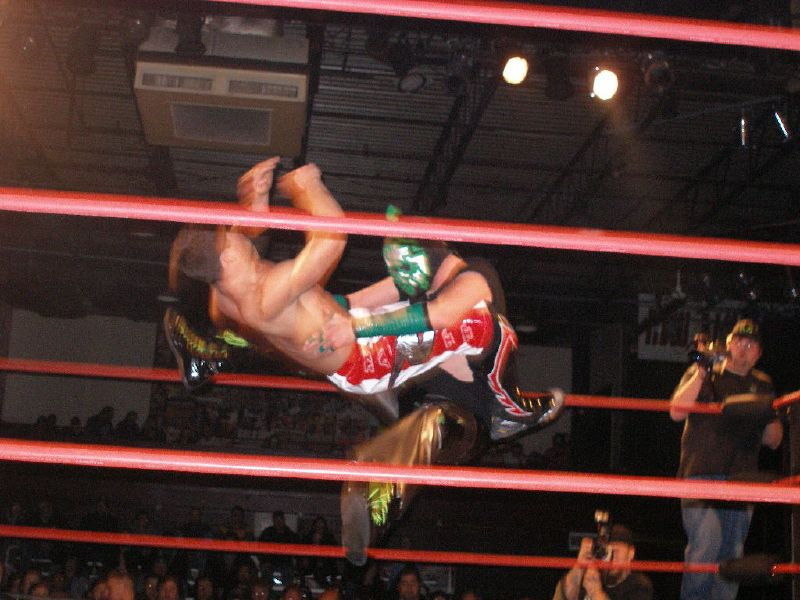
マット・サイダルへのライディーン・ボム

チカラ・スペシャル
膝を相手の首に引っかけ、アキレス腱を腕で抱えつつ腕をリストロックで極める複合関節技。
ゴー・トゥー・スリーピー・ホロウ
ファイアーマンズキャリーで持ち上げた相手を前に投げ捨てつつ胴体に膝蹴りを決める打撃技
グレイブヤード・スマッシュ
フィッシャーマン・スープレックスで垂直まで持ち上げてから開脚しながらスパインバスターで強烈に叩き付ける
ライディーン・ボム
旋回式パワーボム
ビックブート
ジャンピング式やランニング式で威力を上げて使うことが多く、フィニッシュになることもある
雪崩式フィッシャーマン・バスター
一時期はフィニッシュだったが、2005年あたりから繋ぎ技として使用している。
ヘッドレス・ホースマン
コーナー最上段に相手を座らせ、ハロウィックがフライトメアを肩車で持ち上げ、フライトメアが相手の首をクラッチしたらハロウィックがフライトメアを前方に投げ、雪崩式ダイヤモンドカッターのように叩き付ける
カタコンベ・オブ・アバドン
ウルトラマンティスが脚を交差させた変形サーフボード・ストレッチで相手を捉え、そこにハロウィックがダイビング・フット・スタンプで踏みつける
- フランケンシュタイナー
- アイコノクラズム
- ムーンサルト式ダブル・フットスタンプ
- コーナーにもたれかかっている相手へのセカンドロープを踏み台にしての延髄斬り
- スイング・ネックブリーカー

## 入場曲
- God is God - Laibach
- Ratfinks, Suicide Tanks and Cannibal Girls - White Zombie

## 獲得タイトル
Chikara

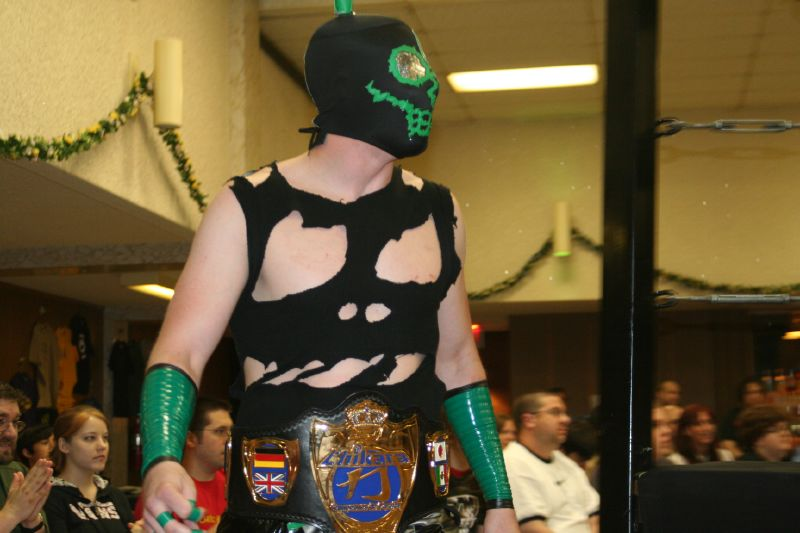
カンペオナトス・デ・パレージャスを巻くハロウィック

- カンペオナトス・デ・パレージャス : 1回（w/デリリアス）
- ヤング・ライオン・カップ : 1回
- 2012 キング・オブ・トリオ 優勝（w/フライトメア、ウルトラマンティス・ブラック）
- 2003 タッグ・ワールド・グランド・プリックス 優勝（w/ブラインド・レイジ）

FIP（Full Impact Pro）
- 2006 フロリダ・ランブル

IWA Deep South (Independent Wrestling Association Deep South)
- IWA Deep Southヘビー級王座 : 1回

NAWF(North American Wrestling Federation）
- NAWFタッグチーム王座 : 1回(w/ブラインド・レイジ)

PWE（Pro Wrestling Entertainment）
- PWEタッグチーム王座 : 2回(w/マイク・クアッケンブッシュ)

WrestleJam
- レッスルジャム王座 : 1回[65]
- 2013レッスルジャム・タイトル・トーナメント[65]